# Постан, Майкл
Сэр Майкл Моисей Постан (Моисей Ефимович Постан, англ. Sir Michael Moïssey (Munia) Postan; 24 сентября 1899, Бендеры, Бессарабская губерния — 12 декабря 1981, Кембридж, Великобритания) — британский историк-медиевист, экономист, один из крупнейших представителей направления экономической истории, который сыграл основополагающую роль в развитии этой дисциплины в качестве самостоятельного академического предмета.

## Биография
Муня Постан (Munia Postan, как его называли близкие и коллеги) родился в 1899 году в Бендерах в семье клецкого мещанина, присяжного поверенного Хаима Ароновича Постана и Енты Моисеевны Постан (в девичестве Натензон), владелицы «типографии Е. Натензон-Постан». После окончания бендерской гимназии поступил в Петроградский университет, но в связи с событиями Первой мировой войны был вынужден бросить учёбу и с 1915 года изучал юриспруденцию и экономику в Новороссийском университете в Одессе, где примкнул к сионистскому движению. В 1917 году Постан был призван в армию, а после демобилизации в 1918 году продолжил учёбу в Киевском университете. В 1919 году он покинул Россию и, после неудачных попыток продолжить обучение в Черновицах и Вене, в 1920 году осел в Лондоне и поступил в Лондонскую школу экономики при городском университете. Степень бакалавра Майкл Постан получил в 1924 году, магистра — в 1926 году.
В 1926 году Майкл Постан стал научным сотрудником Эйлин Пауэр (1889—1940), с которой написал ряд основополагающих работ в области экономической истории Средневековья и на которой в 1937 году женился. В 1927—1931 годах преподавал в Университетском колледже Лондона и в 1931—1934 годах в Лондонской школе экономики, затем в Кембриджском университете, где он получил звание профессора и с 1938 года — заведующего кафедрой экономической истории, сменив в этой должности сэра Джона Клэпема. За исключением работы в военное время в министерстве экономических военных действий (Ministry of Economic Warfare) Постан заведовал кафедрой экономической истории в Кембридже до 1965 года. Его выход на пенсию в этом году был отмечен специальным изданием журнала «Economic History Review» (XVIII, № 1, август 1965). Оставался научным сотрудником колледжа Питерхаус до конца жизни (был его феллоу с 1935).
С 1934 года сэр Майкл Постан был главным редактором научного журнала «Economic History Review». Служил президентом британского Общества экономической истории (The Economic History Society). Почётный член (fellow) Британской академии. В 1970 году Моисей Ефимович Постан посетил Пятый Международный конгресс экономической истории в Ленинградe.

## Семья
После скоропостижной кончины первой жены и сотрудницы Эйлин Пауэр (1940) Майкл Постан вторично женился 8 декабря 1944 года на леди Синтии Розали Кеппель (Lady Cynthia Rosalie Keppel, в замужестве Синтия Постан, род. 25 июня 1918), дочери Уолтера Эгертона Джорджа Люсьена Кеппеля — 9-го графа Албемарль (Walter Egerton George Lucian Keppel, 9th Earl of Albemarle, 1882—1979) и леди Джудит Сидни Майи Уинн-Керингтон (Lady Judith Sydney Myee Wynn-Carington, 1889—1928). Их дети: Бэйсил Дейвид Постан (Basil David Postan, род. 9 июня 1946) и Александр Генри Кеппель Постан (Alexander Henry Keppel Postan, род. 25 августа 1948). Синтия Постан (вместе с мужем) выступила соредактором двух томов «Кембриджской экономической истории Европы от заката Римской империи» и переводчиком иностранной литературы по экономической истории. 
У М. М. Постана были братья Эммануил (1903) и Михаил (1895). Михаил Хаимович Постан  был в июне 1941 года выслан с семьёй из Бендер на поселение в Сибирь.

## Научная работа
Главной научной сферой Майкла Постана была экономическая история средневековой Европы, включая демографические процессы и миграцию населения. В 1933 году вышел сборник статей «Studies in English Trade in the Fifteenth Century» (Исследования английской торговли в 15 столетии) под редакцией М. Постана и Эйлин Пауэр — его научного руководителя и будущей жены. Сборник включал статью самого Постана «The Economic and Political Relations of England and the Hanse from 1400 to 1475». За ней последовали две работы по методологическим проблемам историографии — «The Historical Method in Social Science» (Исторический метод в обществоведении, 1939) и «Fact and Relevance: Essays on Historical Method» (Факты и их значение: эссе по исторической методологии, 1971); полное академическое издание средневековой картулярии «Carte Nativorum: A Peterborough Abbey Cartulary of the Fourteenth Century» (Carte Nativorum: Картулярия аббатства Питерборо XIV века, 1960); две монографии посвящённые военно-экономической роли Великобритании во Второй мировой войне — «British War Production» (Британская военная продукция, 1952) и «Design and Development of Weapons: Studies in Government and Industrial Organisation» (Создание и разработка оружия: исследования правительственной и промышленной организации, 1960), а также труды по медиевистике — «An Economic History of Western Europe 1945—1964» (Экономическая история Западной Европы, 1967), «The Mediaeval Economy and Society: Economic History of Britain, 1100—1500» (Средневековая экономика и общество, 1972), «Essays on Medieval Agriculture and General Problems of the Medieval Economy» (Эссе по средневековому сельскому хозяйству и общим вопросам средневековой экономики, 1973), «Mediaeval Trade and Finance» (Средневековая торговля и финансы, 1973). В последние годы жизни Майкл Постан также осуществил посмертное издание монографии своей первой жены Эйлин Пауэр «Medieval Women» (Средневековые женщины, 1975) и других работ из её неопубликованного наследия.
Его неомальтузианский подход к проблемам экономического развития и демографических процессов в доиндустриальном обществе доминировал в экономической истории в послевоенный период и привёл к созданию Кембриджской группы по изучению истории населения и социальной структуры (Cambridge Group for the History of Population and Social Structure), широко известной своими многочисленными публикациями по демографической истории Великобритании.
Вершиной научных изысканий Майкла Постана стала изданная под его редакцией монументальная «Cambridge Economic History of Europe from the Decline of the Roman Empire» (Кембриджская экономическая история Европы со времён заката Римской империи) в 8-ми томах, вышедшая между 1941 и 1989 годами (последний том был опубликован посмертно).

## Монографии
- The Historical Method in Social Science (Исторический метод в обществоведении), 1939.
- British War Production (Британская военная продукция). В серии «History of the Second World War, United Kingdom Civil Series», 1952 и 1975.
- Carte Nativorum: A Peterborough Abbey Cartulary of the Fourteenth Century (Carte Nativorum: картулярия аббатства Питерборо 14 столетия — публикация, предисловие и комментарии, с C. N. L. Brooke), 1960.
- Design and Development of Weapons: Studies in Government and Industrial Organisation (Создание и разработка оружия: исследования правительственной и промышленной организации, с D. Hay и J. D. Scott). В серии «History of the Second World War, United Kingdom Civil Series», 1964.
- An Economic History of Western Europe 1945—1964 (Экономическая история Западной Европы), 1967.
- Fact and Relevance: Essays on Historical Method (Факты и их значение: эссе по исторической методологии), 1971.
- The Mediaeval Economy and Society: Economic History of Britain, 1100—1500 (Средневековая экономика и общество). Первая книга в серии «Pelican Economic History of Britain», 1972.
- Essays on Medieval Agriculture and General Problems of the Medieval Economy (Эссе по средневековому сельскому хозяйству и общим вопросам средневековой экономики), 1973.
- Mediaeval Trade and Finance (Средневековая торговля и финансы), 1973.
- The Medieval Economy and Society (Средневековая экономика и общество), 1975.
- Storia economica d’Europa, 1945—1964 (Экономическая история Европы, на итальянском языке), 1975.
- Storia e scienze sociali. Scritti di metodo (Факты и их значение: эссе по исторической методологии, на итальянском языке), 1976.
- Histoire économique et sociale de la Grande-Bretagne (Экономическая и социальная история Европы, на французском языке), 1977.
- The Advent of Bourgeois Democracy (Возникновение буржуазной демократии, с соавторами). New Left Review, № 103, 1977.
- Economia e società nell’Inghilterra medievale: dal XII al XVI secolo (на итальянском языке), 1978.
- Ensayos Sobre Agricultura Y Problemas Generales Economía Medieval (на испанском языке), 1981.
- Cambridge Economic History of Europe from the Decline of the Roman Empire (Кембриджская экономическая история Европы со времён заката Римской империи, переведена на итальянский язык как «Storia economica Cambridge», 1982[11])
I: The Agrarian Life of the Middle Ages (Аграрная жизнь Средневековья), 1-е издание — 1941 с Эйлин Пауэр, 2-е издание — 1966.
II: Trade and Industry in the Middle Ages (Торговля и индустрия в Средневековье), 1952.
III: Economic Organization and Policies in the Middle Ages (Экономическая организация и политика в Средневековье), 1963.
IV: The Economy of Expanding Europe in the Sixteenth and Seventeenth Centuries (Экономика расширяющейся Европы в 16 и XVII веках), 1952.
V: The Economic History of Early Modern Europe (Экономическая история ранней современной Европы), 1977.
VI: The Industrial Revolutions and After (Индустриальные революции и после), 1966.
VII: The Industrial Economies: Capital, Labour and Enterprise (Индустриальные экономики: капитал, труд и предпринимательство), две книги — Part 1: Britain, France, Germany and Scandinavia, 1978 и Part 2: The United States, Japan and Russia, 1982 (в двух частях, охватывающих также США, Японию и Россию)
VIII: The Industrial Economies: The Development of Economic and Social Policies (Индустриальные экономики: развитие экономической и социальной политики), 1989.